# Bernried (Niederbayern)
Bernried er en kommune i Landkreis Deggendorf i Regierungsbezirk Niederbayern i den tyske delstat Bayern, med godt 4.900 indbyggere.

## Geografi
Bernried kommune består af de tre bydele Edenstetten, Egg og Bernried samt 96 landsbyer og bebyggelser:
Adlwarting, Amtsfleck, Außerirlach, Bachl, Bergfeld, Berghäuser, Berghof, Birgacker, Birketäcker, Birket, Birkhof, Böbrach, Bremersbach, Buchet, Buchetberg, Buchetwies, Burgerin, Eben, Ebenanger, Ebenberg, Ebengasse, Eckhütt, Eichbühl, Einberg, Einberghäusl, Elsenanger, Faßlehen, Försterhaus, Fuchsberg, Genshirn, Giglberg, Gmeinbühl, Graben, Grub, Grubhof, Hammet, Hauptmannsgrub, Hilling, Hochstraß, Hofstetten, Hochzipfl, Höslbach, Hundsruck, Innerirlach, Innenstetten, Irlach, Irlhof, Jägerhaus, Kleinböbrach, Kollstatt, Ketterlberg, Kohlpoint, Krackl, Kracklwies, Kräutert, Krin, Leithen, Luckaswies, Luhhof, Martinsgrub, Medernberg, Oberkager, Oberkanetsberg, Ödlehen, Pitzen, Pommersberg, Rebling, Rindberg, Rieth, Scheiblacker, Schloßtanet, Schneiderhäusl, Scheideried, Schocha, Schönpoint, Schrimpfhof, Sendbühl, Sölden, Staudachberg, Steinbühl, Straßermühl, Sulzbach, Thannberg, Tradelsöhren, Unterkager, Unterkanetsberg, Waldhaus, Weibing, Weiherhaus, Willersbach, Windsteig, Zaunstadt, Zellberg.
Kommunens rådhus ligger i landsbyen Birket.